# Таджуддин ас-Субки
Абу На́ср Таджудди́н Абдул-Вахха́б ибн Такиюдди́н ас-Субки́ (араб. أبو نصر تاج الدين عبد الوهاب بن تقي الدين السبكي‎;
1327, Каир, Египет — 4 июля 1370, Наираб, близ Дамаска, Сирия) — исламский учёный-богослов, арабский историк, правовед шафиитского мазхаба и судья судей (кади кадиев) Дамаска.

## Биография
Его полное имя: Абу Наср Абдул-Ваххаб ибн Такиюддин ибн Абдуль-Кафи ибн Али ибн Тамам ибн Юсуф ибн Яхья ибн Умар ибн Усман ибн Али ибн Сивара ибн Салима ас-Субки аль-Ансари аль-Хаздраджи аш-Шафии аль-Аш`ари. Родился в 1328 году в Каире. Рос в семье другого не менее известного шейха аль-ислама Такиюддина ас-Субки, который написал опровержение Ибн Таймиййи касательно развода "Ат-Таxкык фи масъаля ат-таляк", и касательно посещения могилы Пророка с.а.с.  "Шифа ас-сикам", а также опровержение заблуждений Ибн Каййима и его учителя "Ас-Сайф ас-сакыль". Слушал уроки известных богословов Египта, затем прибыл в Дамаск, где учился у хафиза Абуль-Хаджжаджа аль-Миззи. Преподавал во многих медресе Дамаска и других городов Ближнего Востока, среди которых «Азизие», «Газалие», «Азравия», «Насирия», «Даруль-хадис Ашрафия» и «Шайхуния».

## Мнение исламских богословов о нем
Великий учёный, имам Джалалуддин ас-Суюти сказал о нём в «Тайидуль Хакикатиль Алийя»:
«Собрания шейха Таджуддина Ибн Атаиллах, где он проповедовал, посещали такие имамы, как Такиюддин Ас Субки, который являлся предводителем своего времени в таких науках, как тафсир, хадис, фикх, калам, усуль, а также в науках, переданных от предыдущих, и в науках, которые постигаются разумом. Более того, он являлся ученым, достигшим уровня муджтахида, подобного которому не было после него».
Хафиз Шамсуддин аз-Захаби сказал в «Мудъжам Мухаддисиз Захаби»: «Кади, имам, великий ученый, факих, мухаддис, хафиз, гордость ученых Такиюддин Абуль Хасан Ас Субки. Он был искренним, внимательным, добрым, верующим, смиренным (скромным), с красивым обликом, кладезью знаний. Знал фикх и устанавливал его (то есть сам писал книги по фикху), знал хадис и анализировал его, знал усули и учил им других, и арабский и был критиком в нём. Он собрал совершенные сочинения, и стал тем, на которого все смотрели в области тахкика и благородства. Я слышал от него, и он слышал от меня».
В «Табакатуш Шафийя» передаются слова Хафиза Салахуддина аль-Аляи о нём:
«Люди говорят, что после Аль-Газали не было подобного ему (Ас Субки). По-моему они притесняют его этим, и он не является для меня кроме как подобным Суфьяну Ас Саври».

## Учителя
Среди его учителей были такие известные богословы как:
- Такиюддин ас-Субки
- Шамсуддин аз-Захаби
- Джамалуддин Абуль-Хаджадж аль-Миззи
- Абу Хайян аль-Андалуси
- Шамсуддин ибн ан-Накиб
- Фатхуддин ибн Саид ан-Нас
- Иззуддин ибн Джамаа
- Шарафуддин Яхья ибн Юсуф аль-Макдиси
- Абдул-Мухсин ибн ас-Саабуни аль-Мисри

## Ученики
Среди его учеников были такие известные богословы как:
- Шамсуддин аль-Гази
- Зайнуддин аль-Курши
- Ибн Синд
- Ибн аш-Шурайши
- Шарафуддин аль-Гази
- Ибн Джаббаб
- Шихабуддин аль-Гайзари
- Джалалуддин аль-Хамави
- Ахмад ибн Хаджи
- аль-Файрузабади

## Труды
Таджуддин ас-Субки является автором трудов по усуль аль-фикху, акиде и т. д.
- Гам аль-гавами филь-усуль.
- Ман аль-мавани ан Гам аль гавани
- Табакат аш-Шафиия аль-кубра[араб.] — биография шафиитских богословов.
- Ниния
- Муид ан-ниам ва-мубид ан-никам